# Excoecaria dallachyana
Excoecaria dallachyana là một loài thực vật có hoa trong họ Đại kích. Loài này được (Baill.) Benth. mô tả khoa học đầu tiên năm 1873.